# Alimena
Alimena – miejscowość i gmina we Włoszech, w regionie Sycylia, w prowincji Palermo.
Według danych na rok 2004 gminę zamieszkiwały 2494 osoby, 42,3 os./km².

## Linki zewnętrzne

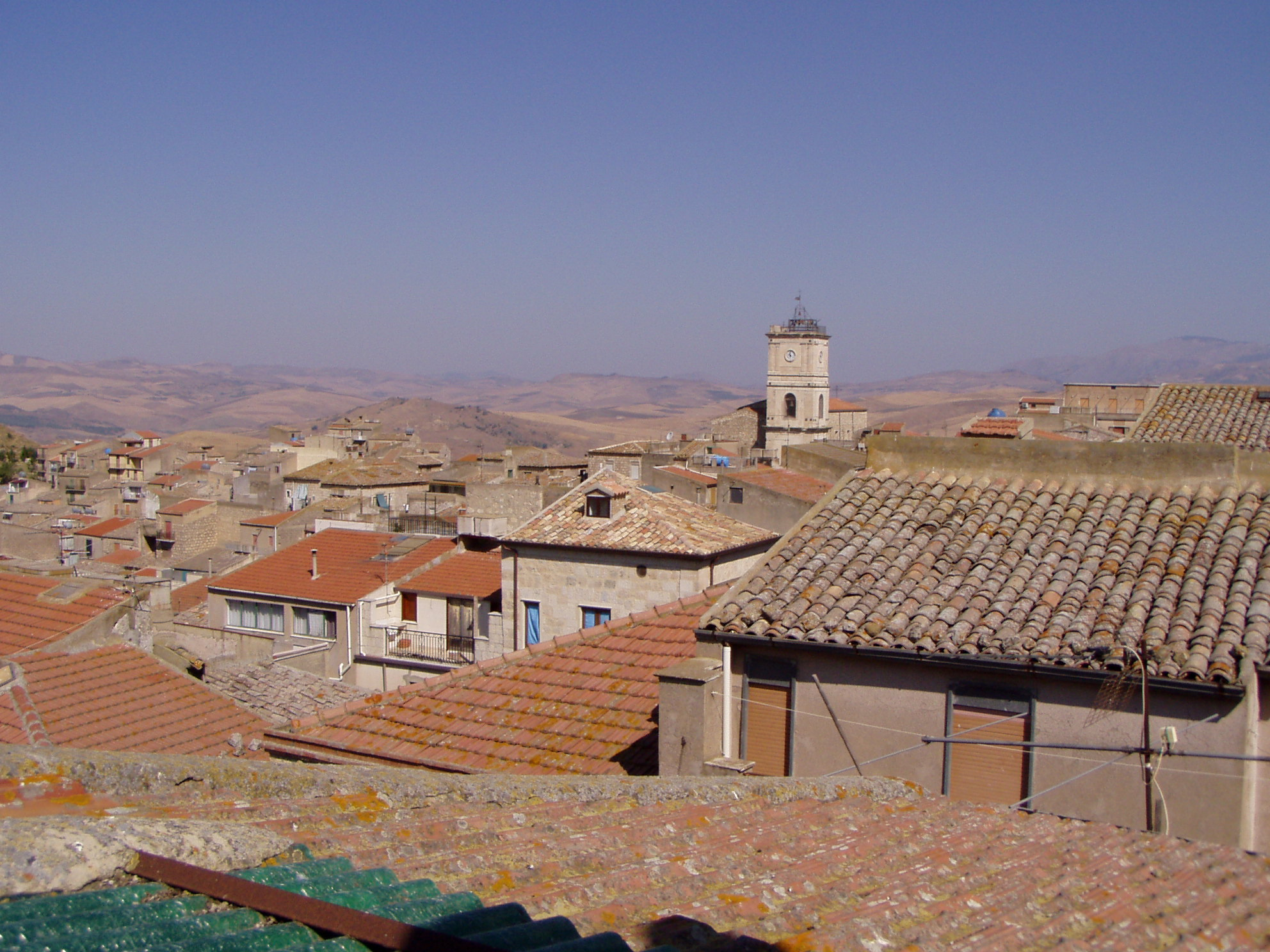
Widok na miejscowość